# 35xxxv
A 35xxxv a One Ok Rock japán rockegyüttes hetedik nagylemeze. 2015. február 11-én jelent meg. Ez az első külföldön felvett albuma az együttesnek. Az album 11. helyezett volt a Billboard Heatseekers Albums listáján. A Mighty Long Fall című dal a Ruróni Kensin: Pokol Kiotóban című film betétdala volt, a Heartache pedig a Ruróni Kensin: A legenda vége című filmé. Az együttest leszerződtette a Warner Bros. Records, ők jelentették meg az album nemzetközi verzióját, melyen a dalok angol nyelvű változata és két bónuszdal szerepelt.

## Háttér
2014 januárjában kezdtek a lemezen dolgozni John Feldmann producerrel és Chris Lord-Alge hangmérnökkel. A cím a 35-ös számhoz kapcsolódik, melyet szerencsésnek tartottak, mivel a felvételek alatt többször is ezt a számot látták a környezetükben. Feldman azért lett a producerük, mert a zenész olyan együtteskel dolgozott korábban, mint a The Used és a Good Charlotte, akik nagy hatással voltak a One Ok Rock-ra, ezért szerettek volna vele elkészíteni egy albumot.
Az együttes 2014 szeptemberében kétnapos koncertet adott a Jokohamai Stadionban, összesen 60 000 ember előtt, melyet a Wowow élőben közvetített. Ez volt az első stadionkoncertjük.

## Japán kiadás

### Számlista
| Sztenderd verzió | Sztenderd verzió                                         | Sztenderd verzió                                  | Sztenderd verzió | Sztenderd verzió | Sztenderd verzió | Sztenderd verzió | Sztenderd verzió | Sztenderd verzió | Sztenderd verzió |
| #                | Cím                                                      | Szerző(k)                                         | Hossz            |                  |                  |                  |                  |                  |                  |
| ---------------- | -------------------------------------------------------- | ------------------------------------------------- | ---------------- | ---------------- | ---------------- | ---------------- | ---------------- | ---------------- | ---------------- |
| 1.               | 3xxxv5                                                   | Taka                                              | 1:41             |                  |                  |                  |                  |                  |                  |
| 2.               | Take Me to the Top                                       | Taka Colin Brittain                               | 3:15             |                  |                  |                  |                  |                  |                  |
| 3.               | Cry Out                                                  | Taka Brittain                                     | 3:48             |                  |                  |                  |                  |                  |                  |
| 4.               | Suddenly                                                 | Taka Tóru                                         | 3:03             |                  |                  |                  |                  |                  |                  |
| 5.               | Mighty Long Fall                                         | Taka Tóru Tomoja Rjóta John Feldmann              | 4:03             |                  |                  |                  |                  |                  |                  |
| 6.               | Heartache                                                | Taka Arnold Lanni                                 | 4:24             |                  |                  |                  |                  |                  |                  |
| 7.               | Memories                                                 | Taka Jordan Schmidt                               | 3:21             |                  |                  |                  |                  |                  |                  |
| 8.               | Decision                                                 | Taka Feldmann                                     | 3:44             |                  |                  |                  |                  |                  |                  |
| 9.               | Paper Planes (feat. Kellin Quinn (Sleeping with Sirens)) | Taka Feldmann Nicholas "RAS" Furlong Kellin Quinn | 3:20             |                  |                  |                  |                  |                  |                  |
| 10.              | Good Goodbye                                             | Taka Brittain                                     | 3:44             |                  |                  |                  |                  |                  |                  |
| 11.              | One by One                                               | Taka Feldmann                                     | 3:39             |                  |                  |                  |                  |                  |                  |
| 12.              | Stuck in the Middle                                      | Taka Tóru Tomoja Rjóta Feldmann                   | 3:32             |                  |                  |                  |                  |                  |                  |
| 13.              | Fight the Night                                          | Taka Jude Cole                                    | 4:16             |                  |                  |                  |                  |                  |                  |
| 45:50            |                                                          |                                                   |                  |                  |                  |                  |                  |                  |                  |

| Limitált első kiadás bónusz dallal | Limitált első kiadás bónusz dallal        | Limitált első kiadás bónusz dallal | Limitált első kiadás bónusz dallal | Limitált első kiadás bónusz dallal | Limitált első kiadás bónusz dallal | Limitált első kiadás bónusz dallal | Limitált első kiadás bónusz dallal | Limitált első kiadás bónusz dallal | Limitált első kiadás bónusz dallal |
|                                    | Cím                                       | Hossz                              |                                    |                                    |                                    |                                    |                                    |                                    |                                    |
| ---------------------------------- | ----------------------------------------- | ---------------------------------- | ---------------------------------- | ---------------------------------- | ---------------------------------- | ---------------------------------- | ---------------------------------- | ---------------------------------- | ---------------------------------- |
| 13.                                | Fight the Night (+ Gerogeropá bónusz dal) | 13:20                              |                                    |                                    |                                    |                                    |                                    |                                    |                                    |
| 54:53                              |                                           |                                    |                                    |                                    |                                    |                                    |                                    |                                    |                                    |

| Limitált kiadás bónusz DVD-vel | Limitált kiadás bónusz DVD-vel              | Limitált kiadás bónusz DVD-vel | Limitált kiadás bónusz DVD-vel | Limitált kiadás bónusz DVD-vel | Limitált kiadás bónusz DVD-vel | Limitált kiadás bónusz DVD-vel | Limitált kiadás bónusz DVD-vel | Limitált kiadás bónusz DVD-vel | Limitált kiadás bónusz DVD-vel |
| #                              | Cím                                         | Hossz                          |                                |                                |                                |                                |                                |                                |                                |
| ------------------------------ | ------------------------------------------- | ------------------------------ | ------------------------------ | ------------------------------ | ------------------------------ | ------------------------------ | ------------------------------ | ------------------------------ | ------------------------------ |
| 1.                             | Mighty Long Fall (Studio Jam Session Vol.2) |                                |                                |                                |                                |                                |                                |                                |                                |
| 2.                             | Decision (Studio Jam Session Vol.2)         |                                |                                |                                |                                |                                |                                |                                |                                |
| 11:54                          |                                             |                                |                                |                                |                                |                                |                                |                                |                                |

### Slágerlisták és minősítés
| Slágerlista (2015)                | legmagasabb helyezés |
| --------------------------------- | -------------------- |
| Oricon japán albumlista           | 1                    |
| Billboard Japan japán albumlista  | 1                    |
| Billboard US Hard Rock albumlista | 23                   |
| Billboard US Heatseekers Albums   | 11                   |
| Billboard US indie albumok        | 43                   |
| Billboard US World Albums         | 1                    |

| Slágerlista (2015)         | Helyezés |
| -------------------------- | -------- |
| Oricon japán albumlista    | 17       |
| Billboard japán albumlista | 34       |

| Cím              | Év   | Legmagasabb helyezés | Legmagasabb helyezés |
| Cím              | Év   | JPN Oricon           | JPN Billboard        |
| ---------------- | ---- | -------------------- | -------------------- |
| Mighty Long Fall | 2014 | 2                    | 2                    |
| Decision         | 2014 | 2                    | 12                   |
| Cry Out          | 2015 | —                    | 15                   |
| Heartache        | 2015 | —                    | 43                   |

| Régió                                                       | Minősítés | Eladott példányszám |
| ----------------------------------------------------------- | --------- | ------------------- |
| Japán (RIAJ)                                                | platina   | 250 000^            |
| ^ Kiszállítási példányszámok kizárólag a minősítés alapján. |           |                     |

## Nemzetközi kiadás
A 33xxxv nemzetközi kiadása 33xxxv Deluxe edition néven jelent meg a Warner Bros. Records kiadásában 2015. szeptember 25-én. Az albumon ugyanazok a dalok szerepelnek, amelyek a japán kiadáson, de teljesen angol nyelvű dalszöveggel, valamint két extra dalt is adtak az albumhoz, Last Dance és The Way Back címmel.

### Számlista
| 1.    | 3xxxv5                                                   | Taka                            | Brittain                  | 1:41 |
| 2.    | Take Me to the Top                                       | Taka Brittain                   | Brittain                  | 3:15 |
| 3.    | Cry Out                                                  | Taka Brittain                   | Brittain                  | 3:48 |
| 4.    | Suddenly                                                 | Tóru Taka                       | Akkin Brittain Cervini    | 3:03 |
| 5.    | Mighty Long Fall                                         | Taka Tóru Tomoja Rjóta Feldmann | Feldmann                  | 4:03 |
| 6.    | Heartache                                                | Taka Lanni                      | Lanni                     | 4:24 |
| 7.    | Memories                                                 | Taka Schmidt                    | Schmidt                   | 3:21 |
| 8.    | Decision (feat. Tyler Carter (Issues))                   | Taka Feldmann                   | Feldmann                  | 3:44 |
| 9.    | Paper Planes (feat. Kellin Quinn (Sleeping with Sirens)) | Taka Feldmann Furlong Quinn     | Feldmann                  | 3:20 |
| 10.   | Good Goodbye                                             | Taka Brittain                   | Brittain                  | 3:44 |
| 11.   | One by One                                               | Taka Feldmann                   | Feldmann                  | 3:39 |
| 12.   | Stuck in the Middle                                      | Taka Tóru Tomoja Rjóta Feldmann | Feldmann                  | 3:32 |
| 13.   | Fight the Night                                          | Taka Cole                       | Cole                      | 4:16 |
| 14.   | Last Dance                                               | Taka Cole                       | Cole                      | 3:49 |
| 15.   | The Way Back                                             | Taka Feldmann                   | Feldmann Brittain Cervini | 3:02 |
| 52:38 |                                                          |                                 |                           |      |

### Slágerlisták
| Slágerlista (2015)              | Legmagasabb helyezés |
| ------------------------------- | -------------------- |
| Billboard US Heatseekers Albums | 17                   |

| Cím          | Év   | Legmagasabb helyezés | Legmagasabb helyezés |
| Cím          | Év   | JPN Oricon           | JPN Billboard        |
| ------------ | ---- | -------------------- | -------------------- |
| Last Dance   | 2015 | —                    | 93                   |
| The Way Back | 2015 | —                    | 6                    |

## Közreműködők
One Ok Rock
- Moriucsi Takahiro  — ének
- Jamasita Tóru  — gitár, háttérvokál
- Kohama Rjóta  — basszusgitár
- Kanki Tomoja  — dobok, ütősök